# Terrasses de Ngebedech
 (octobre 2015).
Si vous disposez d'ouvrages ou d'articles de référence ou si vous connaissez des sites web de qualité traitant du thème abordé ici, merci de compléter l'article en donnant les références utiles à sa vérifiabilité et en les liant à la section « Notes et références ».

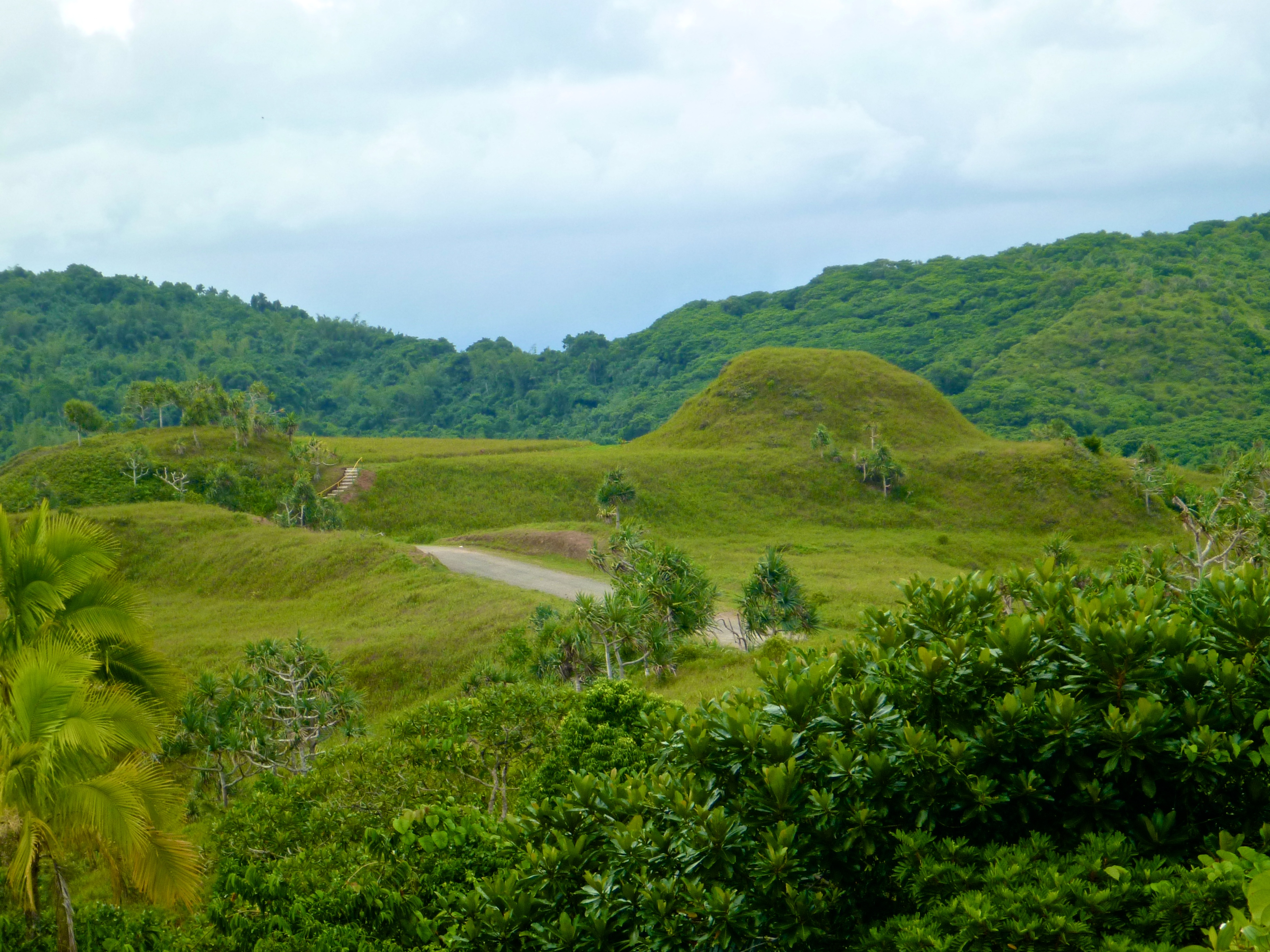
Panorama

Les terrasses de Ngebedech, (Ouballang ra Ngebedech, en langue locale) se situent à Aimeliik en république des Palaos. 
Il s'agit d'un paysage complexe regroupant autant une aire agricole qu'une installation humaine à vocation défensive, sacrée et quotidienne. Le site couvre une superficie de 160 000 m2.
Les terrasses sont classées au patrimoine mondial de l'Unesco. L’État d'Aimeliik compte aussi un autre site semblable : Ked Ra Ngchemiangel (en), les terrasses de Kamyangel.